# Seznam osebnih imen na Ž
Seznam osebnih imen, ki se pričnejo s črko Ž.

## Seznam

### Ža
- Žaja
- Žak
- Žaklina
- Žan
- Žana
- Žane
- Žanet
- Žani
- Žarka
- Žarko
- Žat
- Žak

### Že
- Željana
- Željka
- Željko
- Želko
- Želimir

### Ži
- Žiga
- Živa
- Živadin
- Živan
- Živana
- Živka
- Živko
- Živojin
- Živorad

### Žu
- Žuža
- Žužana